# Liste der Kulturdenkmäler in der Freien Hansestadt Bremen
In den Listen der Kulturdenkmäler in der Freien Hansestadt Bremen sind alle Kulturdenkmäler in Bremen und Bremerhaven verzeichnet.
Grundlage ist die vom Landesamt für Denkmalpflege Bremen (LfD) veröffentlichte Landesdenkmalliste. Die amtlichen Daten wurden direkt aus einem Export der Denkmaldatenbank beim LfD 
mit dem Stand von März 2025 übernommen.

## Bremen
Die Liste für die Stadt Bremen wurde wegen ihrer Größe nach Stadtteilen aufgeteilt.

Die einzelnen Listen können in der folgenden anklickbaren Grafik und der Tabelle ausgewählt werden.
| Bezirk | Stadtteil         | Ortsteil (nur mit eigener Tabelle)             |
| ------ | ----------------- | ---------------------------------------------- |
| Mitte  | Häfen             | Stadtbremisches Überseehafengebiet Bremerhaven |
| Mitte  | Mitte             |                                                |
| Süd    | Huchting          |                                                |
| Süd    | Neustadt          |                                                |
| Süd    | Obervieland       |                                                |
| Süd    | –                 | Seehausen                                      |
| Süd    | –                 | Strom                                          |
| Süd    | Woltmershausen    |                                                |
| Ost    | –                 | Borgfeld                                       |
| Ost    | Östliche Vorstadt |                                                |
| Ost    | Hemelingen        |                                                |
| Ost    | Horn-Lehe         |                                                |
| Ost    | Oberneuland       |                                                |
| Ost    | Osterholz         |                                                |
| Ost    | Schwachhausen     |                                                |
| Ost    | Vahr              |                                                |
| West   | –                 | Blockland                                      |
| West   | Findorff          |                                                |
| West   | Gröpelingen       |                                                |
| West   | Walle             |                                                |
| Nord   | Blumenthal        |                                                |
| Nord   | Burglesum         |                                                |
| Nord   | Vegesack          |                                                |

## Bremerhaven
Die Liste der Kulturdenkmäler in Bremerhaven enthält alle Denkmalschutzobjekte der Stadt.

## Inhalte der Tabellen
Die mit „LfD:“ gekennzeichneten Inhalte stammen aus dem Datenbankauszug, den uns das Landesamt für Denkmalpflege Bremen (LfD) zur Verfügung gestellt hat, und der Landesdenkmalliste.
| Bezeichnung        | Inhalt |
| ------------------ | --- |
| Objekt             | LfD: Denkmalname Ist das Feld in den LfD-Daten leer, wird mit einer Kombination aus Typ und Adresse aufgefüllt und der Text mit abweichender Schriftfarbe dargestellt. Link: Wikipedia-Artikel zum Objekt |
| Typ                | LfD: Funktion/Objekttyp |
| Baujahr            | LfD: Herstellung, ggf. Umbau |
| Architekt/Künstler | LfD: Architekt/Künstler |
| Adresse            | LfD: Straße(n), Hausnummer(n) |
| Koordinaten        | Lage = Koordinaten geprüft/korrigiert Der Link führt zum Tool Geohack, das die Auswahl von Karten- bzw. Luftbildanzeigen mit dem markierten Standort des Objekts anbietet. |
| Art                | LfD: Bezeichnung der Denkmalart ED = Einzeldenkmal GA = Gesamtanlage DG = Denkmalgruppe BT = Bestandteil (einer Gesamtanlage/Denkmalgruppe) BED = Bewegliches Denkmal (in der Regel Einzeldenkmal) |
| Nr.                | LfD: OBJ-Doc-Nr. Angezeigt werden hier nur die letzten vier Ziffern (ohne weitere führende Nullen) und – bei Objekten mit Teilobjekten ohne eigenen Datensatz beim LfD – das angehängte Kennzeichen „,T“ sowie bei deren Teilobjekten zusätzlich die dreistellige Teilnummer. Der Link öffnet die Ergebnisseite der LfD-Webdatenbank mit dem Datensatz des Objekts. |
| Bild               | Ein auf Wikipedia bzw. Commons bereits vorhandenes Foto des Objekts wird hier verkleinert eingebunden. Ein Klick auf das Bild öffnet die Bildbeschreibungsseite mit der großen Bildansicht. |

1. ↑  Diese Seite zeigt die Detailansicht des öffentlichen Datensatzes. Ein Klick auf die Fotos oder Denkmalkarten öffnet eine vergrößerte Ansicht.
Die volle Funktionalität der Datenbank erreicht man über die Suchseite, die auch über die gleichnamige Schaltfläche auf der Ergebnisseite aufgerufen werden kann.

## Sortierung, Hierarchie der Datensätze
Grundsätzlich sind die Datensätze nach dem Feld Nr. aufsteigend sortiert. Das Prinzip wird durchbrochen, wenn einem Objekt (Beispiel: Denkmalgruppe) weitere zugeordnet sind. Dann folgen zunächst alle Gruppenmitglieder. Innerhalb der Gruppe werden Objekte, die als Bestandteil deklariert sind, am Ende gelistet.
Die Tabelle ist nachträglich sortierbar. Die Koordinaten-Spalte sortiert in Nord-Süd- bzw. Süd-Nord-Richtung. Die ursprüngliche Sortierung erreicht man nur durch erneutes Laden der Seite.

### Farben
Die Gruppierungen und ihre innere Struktur werden durch folgende Hintergrundfarben dargestellt:
| Spaltenkopf |
| --- |
| Ebene 1 - Einzeleintrag ohne Bezug zu anderen Objekten oder - Hauptobjekt einer Gruppierung: Gesamtanlage, Denkmalgruppe oder Objekt mit Teilobjekten ohne eigenen Datensatz                    |
| Sonderfall „Bewegliches Denkmal“ |
| Ebene 2 - Objekt mit eigenem Datensatz, das dem Hauptobjekt zugeordnet ist. |
| Ebene 3 - Objekt mit eigenem Datensatz, das einem Objekt der Ebene 2 zugeordnet ist, oder - Teilobjekt ohne eigenen Datensatz (T-Nummer), kann einem Objekt der Ebene 1 oder 2 zugeordnet sein. |
| Zeilen der Ebene 1 erhalten zusätzlich |
| einen dickeren oberen Rand, |
| um den Zusammenhang zwischen den Haupteinträgen |
| und den |
| zugehörigen |
| Elementen |
| zu betonen. |

1. ↑  „Mit/ohne eigenen Datensatz“ bezieht sich auf die LfD-Datenbank.

## Links
Außer den auf Einzelobjekte bezogenen Links zu Wikipedia-Artikeln, Kartenanzeige, Denkmaldatenbank und Bildbeschreibungsseite (siehe oben, Abschnitt Inhalte) gibt es über jeder Tabelle einen Link zur Anzeige aller Standorte der Objekte in der Tabelle auf Kartengrundlagen von OpenStreetMap, Google Maps und Bing Maps.

Header aktualisieren